# Vincenzo II. Gonzaga

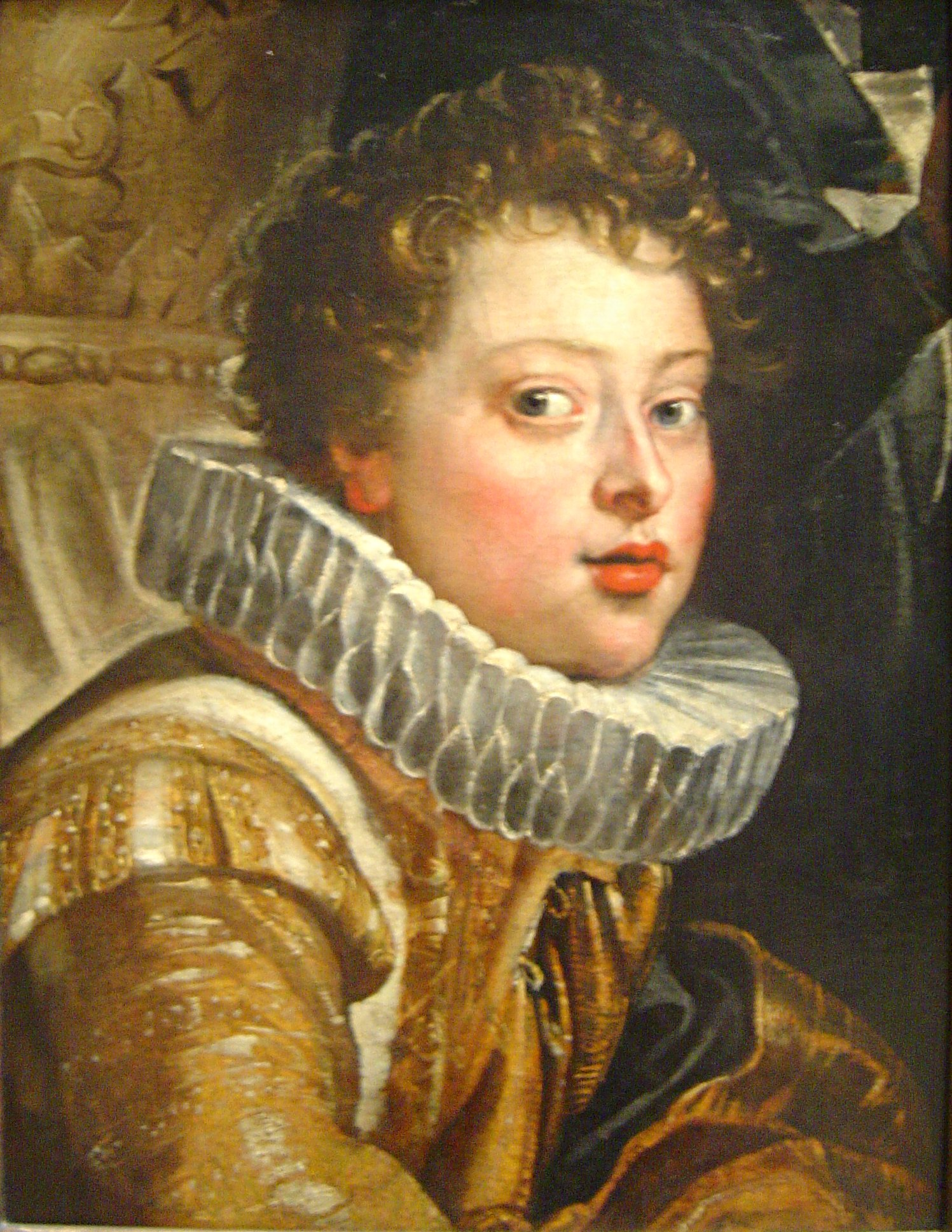
Vincenzo II. in jungen Jahren von Peter Paul Rubens, 1604/05 Kunsthistorisches Museum Wien

Vincenzo II. Gonzaga (* 8. Februar 1594 in Mantua; † 25. Dezember 1627 ebenda) war der dritte Sohn des Herzogs Vincenzo I. Gonzaga von Mantua und Montferrat und – wie sein älterer Bruder Ferdinando Gonzaga – für den Dienst in der Katholischen Kirche vorgesehen.

## Leben

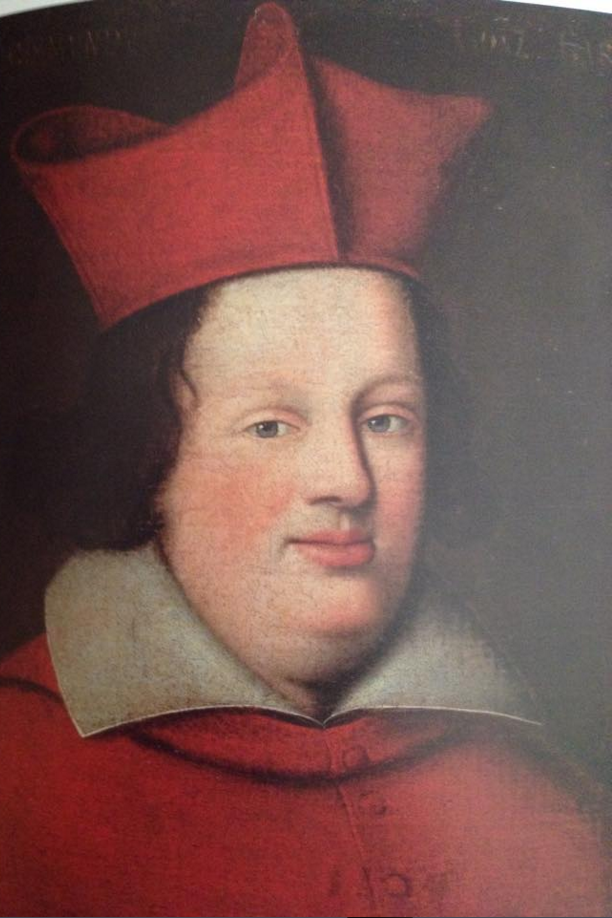
Portrait des jungen Kardinals Vincenzo Gonzaga (1. Hälfte 17. Jh.)

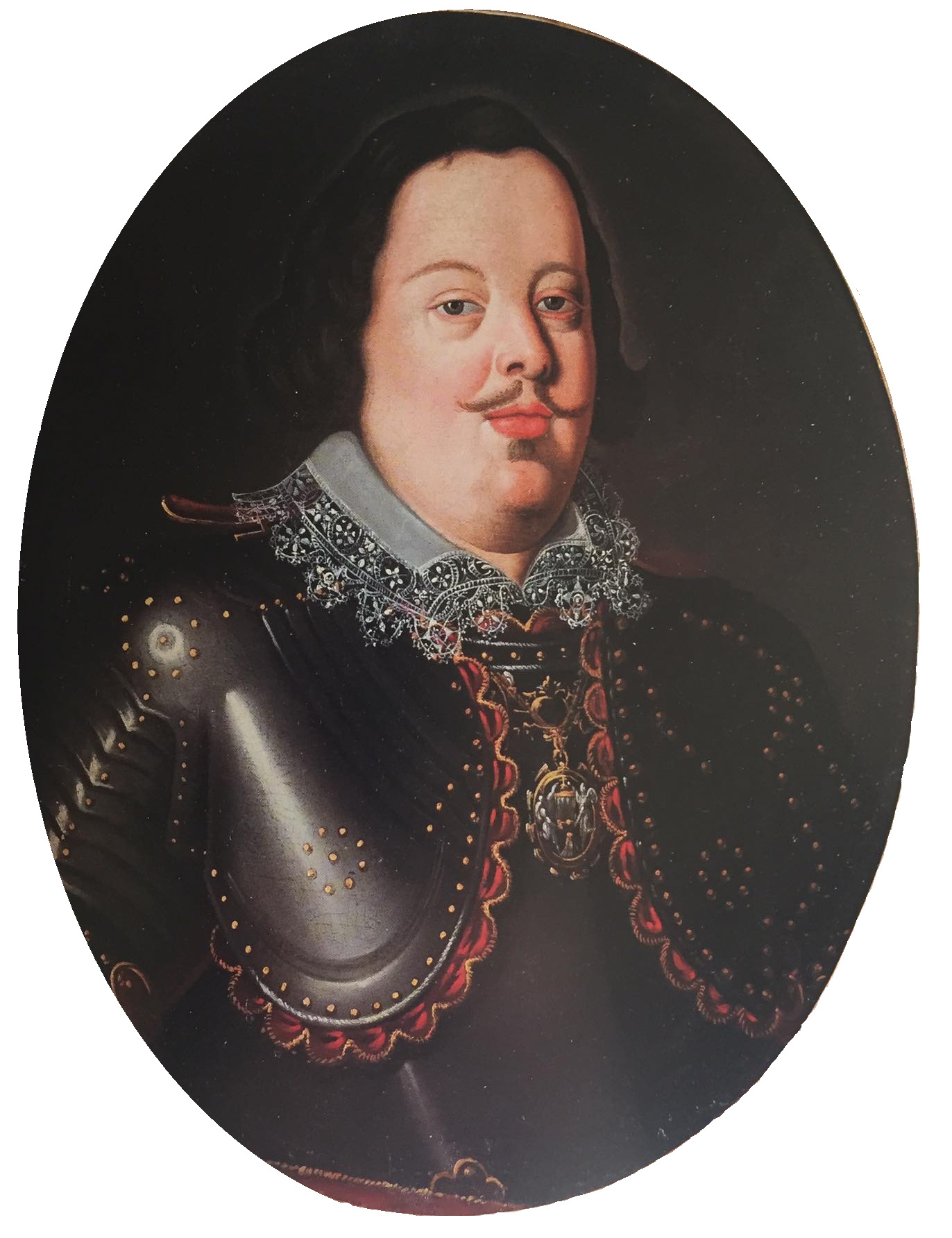
Herzog Vincenzo II. (Porträt, ca. 1627)

Vincenzo Gonzaga wurde bereits im Jahr 1615 von Papst Paul V. zum Kardinal erhoben, sah sich dann aber kurze Zeit später der Notwendigkeit gegenüber, den Dienst in der Kirche zu quittieren, um als neben seinem Bruder Ferdinando letztes männliches Mitglied der älteren Linie der Gonzaga für den Fortbestand der Familie zu sorgen. Er heiratete 1616 (in dem Jahr, in dem die erste Ehe seines Bruders scheiterte) Isabella Gonzaga (1576–1627), Tochter des Markgrafen Alfonso Gonzaga von Novellara (1529–1589) aus einer jüngeren Linie der Familie, aber auch er blieb, genau wie Ferdinando, kinderlos.
Ferdinando Gonzaga starb am 29. Oktober 1626, Vincenzo übernahm die Nachfolge, starb aber am 25. Dezember 1627, im Alter von 33 Jahren ebenfalls.
Noch auf dem Sterbebett versuchte er, die Nachfolge zu regeln. Am Tag seines Todes verheiratete er seine Nichte Maria Gonzaga (1609–1660), die einzige Tochter seines 1612 verstorbenen ältesten Bruders, mit dem Mitglied der Familie, das seiner Ansicht nach in der Thronfolge an nächster Stelle stand: Carlo I. Gonzaga (1580–1637), Herzog von Nevers und Rethel, Enkel des Herzogs Federico II. Gonzaga.
Vincenzos Plan führte aufgrund der Machtkonstellation in Europa unmittelbar zum Mantuanischen Erbfolgekrieg, in dem die Stadt Mantua im Jahr 1630 durch kaiserliche Truppen besetzt und geplündert wurde: Carlo Gonzaga war faktisch Franzose, und Frankreich unterstützte seine Ansprüche alleine schon deswegen, weil es hoffte, dadurch die habsburgische Umklammerung lockern zu können. Der Kaiser Ferdinand II. hingegen – seit fünf Jahren der Schwager des verstorbenen Herzogs – versuchte, Mantua als erledigtes Reichslehen einzuziehen (die Gonzaga hatten als Reichsvikare ihre Herrschaft in Mantua angetreten), um es dann an die von ihm bevorzugte spanischfreundliche Linie Gonzaga-Guastalla weiterzugeben, die jedoch gegenüber Carlo die weniger fundierten Ansprüche hatte. Er hatte dabei Savoyen auf seiner Seite, das Montferrat für sich beanspruchte, da die Prätendenten des Kaisers keine Nachkommen aus der Montferrater Ehe und Erbschaft waren.
Der Dreißigjährige Krieg und darin vor allem der Kriegseintritt Schwedens, der den Einsatz des Kaisers im Norden erforderte, entschieden den Mantuanischen Erbfolgekrieg für Frankreich und Carlo Gonzaga. Im Friedensvertrag von Cherasco vom 6. April 1631 wurde Carlo Gonzaga mit Mantua und der Hälfte von Montferrat belehnt, die andere Hälfte erhielt wunschgemäß Savoyen.